# Dániel Nagy
Dániel Nagy (Boedapest, 15 maart 1991) is een Hongaars voetballer die doorgaans speelt als middenvelder. In augustus 2022 verruilde hij Mezőkövesd-Zsóry voor Gödöllõ. Nagy maakte in 2017 zijn debuut in het Hongaars voetbalelftal.

## Clubcarrière
Nagy begon zijn carrière bij het Hongaarse Gödöllői Góliát, maar op een zekere leeftijd nam de nationale topclub Újpest hem op in hun jeugdopleiding. Een paar jaar later vertrok de middenvelder naar het Duitse Hamburger SV, waar hij na één jaar opgenomen werd in de selectie van de beloften. Na daar tussen 2007 en 2012 actief te zijn geweest, kreeg Nagy een tweejarig contract aangeboden door VfL Osnabrück, wat hij accepteerde. Al snel kreeg hij een basisplaats bij zijn nieuwe club en die behield hij ook. Twee jaar lang was Nagy een vaste waarde bij Osnabrück en in 2014 verhuisde hij terug naar zijn vaderland Hongarije, waar hij ging spelen voor Ferencváros, dat hij verkoos boven het Poolse Lech Poznań. Een jaar later keerde hij weer terug naar Duitsland, waar hij ging spelen voor Würzburger Kickers. In de zomer van 2017 stapte Nagy transfervrij over naar Újpest. In zijn vaderland zette de middenvelder zijn handtekening onder een verbintenis voor de duur van drie seizoenen. Hiervan maakte hij er twee vol, voor hij werd aangetrokken door Mezőkövesd-Zsóry. Medio 2022 tekende Nagy voor Gödöllõ.

## Interlandcarrière
Nagy maakte zijn debuut in het Hongaars voetbalelftal op 10 oktober 2017, toen door een doelpunt van Dániel Böde met 0–1 gewonnen werd van Faeröer. Nagy begon aan het duel als reserve en van bondscoach Bernd Storck mocht hij in de zesenzestigste minuut als invaller voor Zoltán Stieber het veld betreden voor zijn eerste interlandoptreden.
| Interlands van Dániel Nagy voor Hongarije | Interlands van Dániel Nagy voor Hongarije | Interlands van Dániel Nagy voor Hongarije | Interlands van Dániel Nagy voor Hongarije | Interlands van Dániel Nagy voor Hongarije | Interlands van Dániel Nagy voor Hongarije | Interlands van Dániel Nagy voor Hongarije |
| №                                         | Datum                                     | Wedstrijd                                 | Uitslag                                   | Competitie                                | Goals                                     |                                           |
| Als speler bij Újpest                     | Als speler bij Újpest                     | Als speler bij Újpest                     | Als speler bij Újpest                     | Als speler bij Újpest                     | Als speler bij Újpest                     | Als speler bij Újpest                     |
| ----------------------------------------- | ----------------------------------------- | ----------------------------------------- | ----------------------------------------- | ----------------------------------------- | ----------------------------------------- | ----------------------------------------- |
| 1                                         | 10 oktober 2017                           | Hongarije – Faeröer                       | 1 – 0                                     | WK 2018 kwalificatie                      |                                           |                                           |
| 2                                         | 14 november 2017                          | Hongarije – Costa Rica                    | 1 – 0                                     | Vriendschappelijk                         |                                           |                                           |

Bijgewerkt op 9 april 2025.